# Despreniment de vitri posterior
Un despreniment de vitri posterior (DVP, o senzillament, despreniment de vitri) és una trastorn de l'ull en que la hialoide se separa de la retina. Es refereix a la separació de la hialoide de la retina a qualsevol part posterior de la seva base (una escletxa de 3 a 4 mm d'amplada a l'ora serrata).
El DVP és freqüent als adults vells: l'hi passa a més del 75% de la gent de més de 65 anys. És menys freqüent dels 40 als 50 anys. Algunes investigacions han trobat que el DVP és més freqüent entre les dones.

## Signes i símptomes
Hi ha un patró característic de símptomes:
- Fotòpsies.
- Un augment important i sobtat del nombre de miiodesòpsies.
- Un anell de miiodesòpsies just al costat temporal de la visió central.